# Amata phegeulus
Amata phegeulus là một loài bướm đêm thuộc phân họ Arctiinae, họ Erebidae.